# Pozotitla
Pozotitla är en ort i Mexiko.   Den ligger i kommunen Zoquitlán och delstaten Puebla, i den sydöstra delen av landet, 260 km öster om huvudstaden Mexico City. Pozotitla ligger 500 meter över havet och antalet invånare är 249.
Terrängen runt Pozotitla är huvudsakligen bergig, men åt nordost är den kuperad. Pozotitla ligger nere i en dal. Runt Pozotitla är det ganska tätbefolkat, med 96 invånare per kvadratkilometer. Närmaste större samhälle är Huitzmaloc, 8,8 km nordväst om Pozotitla. I omgivningarna runt Pozotitla växer i huvudsak städsegrön lövskog.